# Charkowska Państwowa Wyższa Szkoła Kultury Fizycznej nr 1
Charkowska Państwowa Wyższa Szkoła Kultury Fizycznej nr 1 (ukr. Харківське державне вище училище фізичної культури № 1, ХДВУФК) – ukraińska sportowa szkoła wyższa w Charkowie. Uczelnia została założona w 1971 roku jako Charkowska Sportowa Szkoła-Internat (ukr. Харківська Спортивна Школа-Інтернат, ХСШІ). W Szkole Średniej uczą się dzieci VII-XI klasów. Nauka kończy się egzaminami państwowymi (maturą). Absolwenci również potem mogą kontynuować naukę w Szkole Wyższej na 3-letnich studiach. Po ukończeniu III roku studiów student otrzymuje tytuł młodszego specjalisty (licencjata). W 1991 uczelnia przyjęła obecną nazwę.

## Struktura
Oddziały (ukr. - відділи):
- judo,
- kolarstwo,
- lekkoatletyka,
- łucznictwo,
- pływanie
- piłka nożna,
- piłka siatkowa,
- piłka wodna,
- pływanie synchroniczne,
- taekwondo,
- wioślarstwo akademiczne,
- zapasy,
- oddział kontyngentu dodatkowego.